# Anachronox
Anachronox — трёхмерная компьютерная ролевая игра от третьего лица, созданная Томом Холлом от студии Ion Storm. Игра написана на движке id Tech 2, в который были внесены значительные изменения для отображения более широкой цветовой палитры и поддержки мимики.

## Игровой процесс
Anachronox представляет собой ролевую игру, геймплей которой вдохновлён JRPG, такими как Chrono Trigger и серия Final Fantasy. Игрок управляет отрядом, в который может входить до трёх персонажей, и исследует мир игры, состоящий из различных планет и космических станций. Изначально перемещение между планетами происходит по сюжету, но с определённого момента игрок получает шаттл, позволяющий вернуться в уже посещённые места. В ходе исследования можно перемещаться по локациям, получать и выполнять задания, общаться с NPC, покупать и продавать предметы в магазинах, взаимодействовать с интерактивными объектами и подбирать находящиеся в определённых местах деньги, снаряжение и расходные предметы. Кроме того, в инвентаре главного героя есть фотоаппарат, при помощи которого можно делать снимки, необходимые для выполнения заданий. Некоторые квесты связаны со сбором коллекционных предметов: фотографий символов Анахронокса и существ, называемых красные бипидри, и статуэток в виде тако. Взаимодействие с окружением осуществляется при помощи LifeCursor — устройства в форме стрелки-курсора, указывающего на интерактивные объекты.
У каждого персонажа есть уникальный навык, который можно использовать при исследовании. Использование этих навыков представлено в виде мини-игр: например, Бутс может взламывать замки, для чего игроку нужно подобрать код, ориентируясь на показания индикатора; а Грампос — забалтывать собеседников, и игроку нужно своевременно нажимать указанные кнопки, чтобы он набрал достаточно воздуха в лёгкие. Также в ходе прохождения встречаются и другие мини-игры: так, на одном из уровней необходимо управлять плывущей по реке лодкой, уворачиваясь от препятствий, а другой представляет собой рельсовый шутер, в котором персонажи отстреливают врагов, находясь на борту космического истребителя.
В игре отсутствуют случайные столкновения: враги отображаются на локациях, и при столкновении с ними начинается бой. Подобно системе Active Time Battle из Final Fantasy, у каждого персонажа есть индикатор, который заполняется в реальном времени. При его заполнении персонаж может выполнить одно из доступных действий: атаковать противника при помощи оружия или МисТеха, использовать особую способность или расходный предмет, переместиться по полю боя или взаимодействовать с интерактивным объектом. На использование МисТеха тратится шкала «NRG», максимальный показатель которой зависит от экипированного щита; игрок может распределить часть этой шкалы на защиту персонажа. Для навыков же требуется шкала «Bouge», заполняющаяся по ходу боя. У каждого персонажа есть четыре уникальных навыка, становящихся доступными после выполнения определённых заданий или разговора с NPC. За победу в сражениях персонажи получают очки опыта, деньги и предметы. При наборе достаточного количества опыта уровень персонажа повышается, что даёт прибавку к характеристикам.

## Сюжет

### Мир и локации
Действие Anachronox происходит в неопределённом будущем, в котором стали возможны межзвёздные путешествия благодаря Сендерам (англ. Senders) — космическим объектам, представляющим собой сферы размером с планету, увенчанные многочисленными шпилями. Благодаря своей важности Сендеры стали крупными центрами торговли. Межгалактической валютой является канадский доллар, на жаргоне называемый «луни». За 300 лет до событий игры по всей галактике были обнаружены артефакты, оставленные вымершей инопланетной расой и получившие название Мистех (англ. MysTech, сокращённо от англ. Mysterium Technology). Хотя их предназначение оставалось неизвестным, они стали желанной добычей для коллекционеров.
Действие игры начинается в Анахроноксе — городе, расположенном внутри сферы Сендер-Один. Предполагается, что обитавшие там инопланетяне некогда вымерли из-за неизвестной болезни, после чего город стал прибежищем для разного рода преступников, проворачивающих там незаконные операции. По ходу сюжета персонажи посещают другие локации: Сандер — планету, где собираются лучшие учёные со всей Вселенной; Демократус, управляемый Советом, находящимся на опоясывающей планету космической станции; Гефест, контролируемый Братством Мистериума — монашеским орденом, занимающимся производством и продажей Мистеха; и Лимбус — таинственную планету, о которой мало что известно из-за того, что все корабли, пытавшиеся приблизиться к ней, бесследно исчезали.

### Персонажи
Главным героем игры является частный детектив Сильвестр «Слай Бутс» Бучелли. Некогда он был владельцем успешного агентства, в котором работал вместе со своей напарницей Серенатой «Серой» Инивой, в которую был влюблён, и секретаршей Фатимой Духан, в свою очередь влюблённой в него. Во время одного из расследований Сера была похищена, и Слай, преследуя машину с ней, попал в автокатастрофу, в результате которой погибла Фатима. После этого Слай влез в долги и продал агентство, чтобы сохранить её сознание внутри LifeCursor.
По ходу сюжета к Слаю присоединяются: учёный Грампос Матавастрос; робот PAL-18; учёная Ро Боуман; планета Демократус, уменьшенная с помощью особой технологии; Сера, ставшая наёмной убийцей и взявшая себе новое имя — Стилетто Энивэй; и Пако «Эль Пуньо» Эстрелья — супергерой с планеты Крэптон, скатившийся до алкоголизма после отмены его серии комиксов.

## Разработка
| Системные требования | Системные требования                                  | Системные требования                                  |
| -------------------- | ----------------------------------------------------- | ----------------------------------------------------- |
|                      | Минимальные                                           | Рекомендуемые                                         |
| Windows              |                                                       |                                                       |
| ОС                   | Windows 95/98/Me                                      | Windows 98/Me                                         |
| ЦПУ                  | Pentium II 266 МГц или эквивалент                     | Athlon или Pentium III                                |
| Объём ОЗУ            | 64 МБ                                                 | 128 МБ                                                |
| Видеокарта           | 3D-ускоритель с 12 МБ видеопамяти и поддержкой OpenGL | 3D-ускоритель с 16 МБ видеопамяти и поддержкой OpenGL |

Anachronox была разработана далласким отделением студии Ion Storm, основанной в 1996 году. Идея игры принадлежала одному из основателей Тому Холлу, до этого успевшему поработать в id Software и 3D Realms; он вдохновлялся Chrono Trigger и хотел создать нечто подобное. По словам Холла, концепцию игры он придумал, сидя в туалете; чтобы иметь возможность в любой момент записать пришедшие в голову идеи, он поставил в душе пластиковую доску с набором восковых карандашей, а также влагозащищённый диктофон. Изначальный дизайн-документ, завершённый им в мае 1997 года, состоял из 460 страниц и содержал детальное описание вселенной; Холл отмечал, что со времён работы над Commander Keen не представлял себе мир игры настолько чётко.
Большинство работников студии были новичками в игровой индустрии или имели лишь опыт создания модификаций. По словам программиста Джоуи Ляо, «это было так: мы наймём тебя, если ты играл в Chrono Trigger». Ведущий программист Брайан Айзерло прежде создавал моды для Doom, а продюсер Джейк Хьюз на момент получения предложения о работе занимался постройкой моделей космических кораблей для фильма «Звёздный десант»; позже он признавался, что, хотя в его задачи входило составление дизайн-документа, тогда он даже не знал, что это такое. Для написания сценария Хьюз привлёк своего школьного друга Ричарда Гобера. Максимальный размер команды составлял 13 человек. Ларри Херринг, знакомый Джона Ромеро, узнав от него об открытии новой студии, за полгода научился создавать карты в Doom и Doom II, чтобы получить должность дизайнера уровней.
На составление оригинального дизайна ушло три месяца. Изначально Anachronox разрабатывалась на движке Quake. По словам Холла, Джону Кармаку понравилась идея использовать его для игры, не являющейся шутером от первого лица. Впоследствии команда решила перейти на движок Quake II; этот процесс занял у них четыре месяца и был завершён в марте 1998 года. Разработчики модифицировали движок, добавив поддержку 32-битной цветовой палитры, системы частиц, лицевой анимации и синхронизации движения губ. Для программирования игры был создан язык, получивший название A.P.E. (Anachronox Programming Environment); Холл охарактеризовал его как «смесь „Си“, „Бейсика“ и Java». Также для разработки использовались различные инструменты: B.E.D. — редактор сражений; ION Radiant — для дизайна уровней; NoxDrop — для внутриигровых объектов; и Planet, позволяющий управлять камерой и запускать триггеры событий. ION Radiant был создан на основе редактора карт для Quake QERadiant при содействии его разработчика Роберта Даффи. Модели персонажей и врагов создавались в LightWave 3D. Кат-сцены были срежиссированы на внутриигровом движке; за их постановку отвечал Хьюз, имевший опыт работы над несколькими короткометражными фильмами. Он использовал кинематографические приёмы, такие как постоянные смены ракурса камеры. Авторы планировали выпустить несколько инструментов, позволяющих игрокам создавать собственные Мистехи, добавлять диалоги, включая озвученные, и управлять камерой.
В 1996 году Ion Storm заключила сделку на 13 млн долларов с Eidos Interactive, согласившейся выступить издателем трёх игр. В их число, кроме Anachronox, вошли Dominion: Storm Over Gift 3 и Daikatana. Анонс состоялся 7 апреля 1997 года; релиз Anachronox был запланирован на третий квартал 1998 года. В марте 1999 года был запущен официальный сайт игры.
Холл при разработке придерживался философии «роста по мере игры», при которой новые характеристики персонажа становятся доступны постепенно по мере продвижения по сюжету: «Во многих ролевых играх на вас всё вываливают с самого начала; нового игрока это очень сбивает с толку. Но если вы постоянно учитесь, то вы такие: „Эй, я попробую вот эту новую штуку“». Создатели стремились избавиться от элементов JRPG, которые считали раздражающими, таких как случайные столкновения. Холл также отказался от числовых показателей характеристик, сочтя их малопонятными для пользователей, и вместо этого использовал систему, схожую с EverQuest, при которой уровни навыков обозначаются словами, например, «плохо» или «отлично». Персонаж Фатимы был добавлен, чтобы в случае долгого перерыва игроки по возвращении могли вспомнить текущую цель; её имя (Fatima Doohan) является каламбуром с фразой «What am I doing?» (с англ. — «Что я делаю?»). Холл придумал для Anachronox инопланетный язык, названный бребуланским: его звучание основывалось на фонемах, а письменность — на фигуре повёрнутой восьмёрки.
Название игры было образовано от слов «anachronism» (с англ. — «анахронизм») и «noxious» (с англ. — «ядовитый») и означало «яд из прошлого», что перекликалось с сюжетом игры и затронутыми в нём темами: герои носят в душе груз прошлого, «психический яд», что приводит к внутренним конфликтам. По словам Холла, персонажи воплощали собой различные аспекты его детства. Он охарактеризовал Anachronox как «бурную историю с американскими горками эмоций». Геймдизайнер особо отмечал сцену из Chrono Trigger, в которой персонажи, сидя вокруг костра, говорят на тему сожалений, и называл её «новаторским подходом» к сюжету в компьютерных играх. В 2000 году в интервью IGN Холл перечислил некоторые из своих источников вдохновения: «Из кино меня вдохновили такие люди, как Спилберг, Хичкок, Джордж Рой Хилл, Роб Райнер, а теперь ещё и Сэм Мендес. Также большой фанат Чака Джонса, который режиссировал мультфильмы для Warner Brothers. Из романов: „Врата“, „Игра Эндера“, „Лавина“, „Автостопом по галактике“ и многие другие. Из игр: Chrono Trigger, Final Fantasy, приключения от LucasArts (Рон Гилберт и Тим Шейфер крутые), Ape Escape (купите её немедленно), Mario, Ultima III, Wizardry I, ох, наверняка я что-то забыл!».
Саундтреком к Anachronox занималась калифорнийская студия Soundelux Design Music Group, которая в свою очередь наняла композитора Билла Брауна. Музыка в игре динамически менялась при исследовании мира. Разработчики отказались от озвучивания всех реплик, ограничившись кат-сценами, из опасения, что постоянное повторение одних и тех же фраз будет раздражать игроков. Голоса некоторым персонажам подарили актёры из труппы далласского театра Undermain. Холл озвучил PAL-18 сам, так как, по его словам, «никто другой не мог сделать его достаточно придурковатым».

## Восприятие

### Отзывы
| Сводный рейтинг       | Сводный рейтинг |
| Агрегатор             | Оценка          |
| --------------------- | --------------- |
| GameRankings          | 80,15 %         |
| Metacritic            | 77/100          |
| Иноязычные издания    |                 |
| Издание               | Оценка          |
| AllGame               | [ 32 ]          |
| CGW                   | [ 33 ]          |
| Eurogamer             | 7/10            |
| Game Informer         | 7,25/10         |
| GameRevolution        | B-              |
| GameSpot              | 7,8/10          |
| GameSpy               | 84/100          |
| GameZone              | 8/10            |
| IGN                   | 8,0/10          |
| RPGFan                | 93 %            |
| Русскоязычные издания |                 |
| Издание               | Оценка          |
| Absolute Games        | 80 %            |
| «Домашний ПК»         | 81/100          |
| «Игромания»           | 8,0/10          |
| «НИМ»                 | 7,1/10          |
| «Страна игр»          | 8,5/10          |

Anachronox получила положительные отзывы критиков. Средняя оценка на агрегаторе Metacritic составила 77 баллов из 100 на основании 18 рецензий, на GameRankings — 80,15 % на основании 35 рецензий.
Джереми Конрад с сайта IGN назвал Anachronox одной из первых американских ролевых игр, успешно использовавших стиль JRPG. Рецензент GameSpot Эрик Уолпоу посчитал начало игры затянутым: «Первые пять или шесть часов состоят из сплошной беготни по бессмысленным поручениям, лишённой сражений, головоломок и всего, что делает геймплей интересным и разбавляет однообразие», — однако со временем, по его мнению, игра становится заметно лучше. Боевую систему Уолпоу сравнил с серией Grandia и Skies of Arcadia; к плюсам он отнёс отсутствие случайных столкновений и возможность перемещать персонажей по полю боя, которая «разбавляет рутину атаки — исцеления», а к минусам — нехватку опции пропуска хода. Рецензент Computer Gaming World Эллиотт Чин посчитал, что игра делает больший упор на головоломках, чем на боях; последние, по его мнению, требуют терпения из-за продолжительных анимаций, которые невозможно пропустить. Обозреватель сайта GameSpy Кевин Райс  удостоил боевую систему похвалы: «Сражения достаточно глубоки для большинства ветеранов ролевых игр, но при этом достаточно просты для тех, чей последний опыт в RPG — это Adventure на Atari 2600». Рецензент Absolute Games Владимир Горячев, напротив, счёл бои скучными, несмотря на разнообразные способности персонажей; головоломки и мини-игры он в то же время отнёс к плюсам, сочтя, что игра является скорее «квестом с элементами аркады».
Джонни Лю с сайта GameRevolution неоднозначно оценил систему Элементоров: с одной стороны она показалась ему глубокой, с другой — вторичной по отношению к системе материи из Final Fantasy VII. Обозреватель сайта Allgame Кристофер Аллен пожаловался на недостаточность объяснений механик игры в прилагаемом руководстве, в частности, системы Элементоров. В качестве недостатка критики указывали необходимость постоянно возвращаться на уже посещённые локации: Аллен посчитал, что в игре «больше ходьбы, чем в фильмах Роджера Кормана», а по мнению обозревателя Eurogamer Джона Бая, бои из-за этого со временем становятся однообразными. Чин отметил, что благодаря Фатиме игрок всегда понимает текущую цель, но пожаловался на то, что она не отслеживает побочные задания. Джош Грегори с сайта RPGFan похвалил управление за лёгкость в освоении, но отнёс к минусам малую продолжительность игры. Обозреватель журнала «Домашний ПК» Сергей Светличный из недостатков отметил несбалансированную экономику, из-за которой «деньги можно просто выбрасывать в мусорную корзину». Рецензент «Игромании» Иван Гусев указал на отсутствие системы быстрого перемещения между уровнями и резюмировал: «Вынести вердикт Anachronox — сложно. Это отличная вещь, но появилась она явно не в своё время».
Сюжет и персонажи удостоились похвал. Чин отметил, что игра постепенно погружает в свой мир, плавно подводя к масштабным событиям. Персонажи, по его мнению, привязывают к себе благодаря интересным предысториям и хорошей озвучке. Обозреватель «Навигатора игрового мира» Дмитрий Хомак посчитал, что, несмотря на обещания разработчиков, главный герой Слай Бутс не похож на персонажей крутых детективов, таких как Майк Хаммер Микки Спиллейна или лейтенант Уилер Картера Брауна, но вместо этого является «идеальным персонажем иронического детектива (не путать с ироническим „детективом“ в изложении госпожи Д. Донцовой и иже с нею!)»: «Таким мог быть уэстлейковский Дортмундер, если бы не посвятил свою жизнь грабежу». Рецензенты отмечали влияние на Anachronox других произведений. Так, у Гусева сюжет игры вызвал ассоциации с американской фантастической литературой 1950-х—1960-х годов: «Anachronox вполне бы мог оказаться романом Роберта Шекли. <…> Азимов, Саймак, Гаррисон, Фостер, Фармер, Бестер — их книги сами собой приходят на ум в процессе игры». Райс сравнил историю с «Шестым чувством» и «Жестокой игрой», а Грегори поставил её на один уровень с Grim Fandango и Planescape: Torment. Хомак провёл параллель между Anachronox и Max Payne, отнеся обе игры к жанру центона из-за большого количества отсылок.
Критики высоко оценили юмор Anachronox, в частности, за высмеивание штампов жанра ролевых игр. Уолпоу сравнил его с Giants: Citizen Kabuto и Grim Fandango и отметил, что он разбавляет однообразие начальных уровней. Конрад поставил юмор на один уровень с Sam & Max Hit the Road и Day of the Tentacle и назвал его «долгожданным глотком свежего воздуха». Гусев в своей рецензии признался: «При прохождении игры я гоготал, словно смотрел новый фильм братьев Фарелли». Чин, хотя и отнёс юмор к положительным сторонам Anachronox, признал, что не всем игрокам шутки покажутся смешными.
Графика Anachronox получила неоднозначные оценки: обозреватели отмечали, что игра, хотя и «выжимает все соки из движка», выглядит устаревшей. По мнению Чина, «весь экшен и спецэффекты в мире не могут скрыть тот факт, что это игра на движке Quake II в мире, где есть Quake III». Обозреватель Game Informer Джей Фицлофф сравнил персонажей с «раскрашенными цементными блоками». Гусев счёл, что графика выглядит «как молодящаяся старушенция, уверенная, что может скрыть русла морщин под слоем побелки». Бай отметил, что к концу Anachronox локации начинают выглядеть гораздо хуже, что, скорее всего, связано с нехваткой у авторов игры времени на доработку. При этом рецензент похвалил спецэффекты во время сражений, сравнив их с «концертом Жан-Мишеля Жарра». По мнению Уолпоу, качество дизайна уровней и персонажей позволяет в течение долгого времени не обращать внимания на устаревший движок. Поздние локации он также назвал невзрачными, но посчитал, что к этому моменту геймплей будет удерживать внимание игрока. Отдельно рецензент похвалил лицевую анимацию за то, что она добавляет персонажам индивидуальности. По мнению Грегори, движок Anachronox придаёт ей уникальный стиль: «Игра не дарила бы такие же ощущения, будь уровень графики в ней сопоставим с Morrowind». Аллен похвалил кат-сцены за кинематографичность, но раскритиковал за отсутствие возможности их пропустить.
Аллен положительно оценил музыку: по его мнению, она хорошо сочетается с окружением. Лю также отнёс саундтрек к положительным сторонам игры, посчитав, что он предлагает «полную гамму различных стилей», и отметил озвучку PAL-18, сравнив её с голосом Эрика Картмана.
Техническое состояние игры на релизе подверглось критике. Рецензенты отмечали частые вылеты и зависания при переходе из одной зоны в другую. Лю показалось странным, что в игре есть только два варианта настройки разрешения — высокое и низкое — и выбрать промежуточное невозможно без редактирования файлов конфигурации.

### Награды
Журнал «Игромания» в своих итогах 2001 года присудил Anachronox второе место в номинации «Лучшая RPG» и награды за лучший сюжет и лучший звук, а также отметил в номинации «Лучшие нехиты года». Журнал Computer Gaming World наградил её за «лучшее использование юмора», а в 2004 году назвал игрой с самым недооценённым сюжетом. PC Gamer несколько раз включал Anachronox в свой список лучших игр для PC: в 2007 году она заняла 16 место, в 2008 — 17, в 2010 — 61, в 2015 — 76.

## Машинима
Продюсер и кинематографический директор игры Джейк Страйкер Хьюз собрал сцены игры в отдельный машинима-фильм под названием «Anachronox: The Movie», получивший три награды на Фестивале машинима-фильмов 2002 года.
Сайт Machinima.com так отозвался о фильме:

«„Anachronox: The Movie“ — это шедевр, один из лучших машинима-фильмов на сегодняшний день, и, вероятно, наиболее совершенный в исполнении. Чёрт, ему удалось удерживать двух перегруженных работой членов жюри в течение двух с половиной часов перед Фестивалем машинимы 2002 — что ещё тут скажешь?»
Оригинальный текст (англ.)Anachronox: The Movie is a tour de force, one of the finest Machinima films produced to date, and probably the most accomplished Machinima feature to date. Hell, it managed to hold two overworked jury members in a room for two and a half hours before the MFF 2002—what more can we say?